# 大步危
33°53′35.5″N 133°45′25.8″E / 33.893194°N 133.757167°E

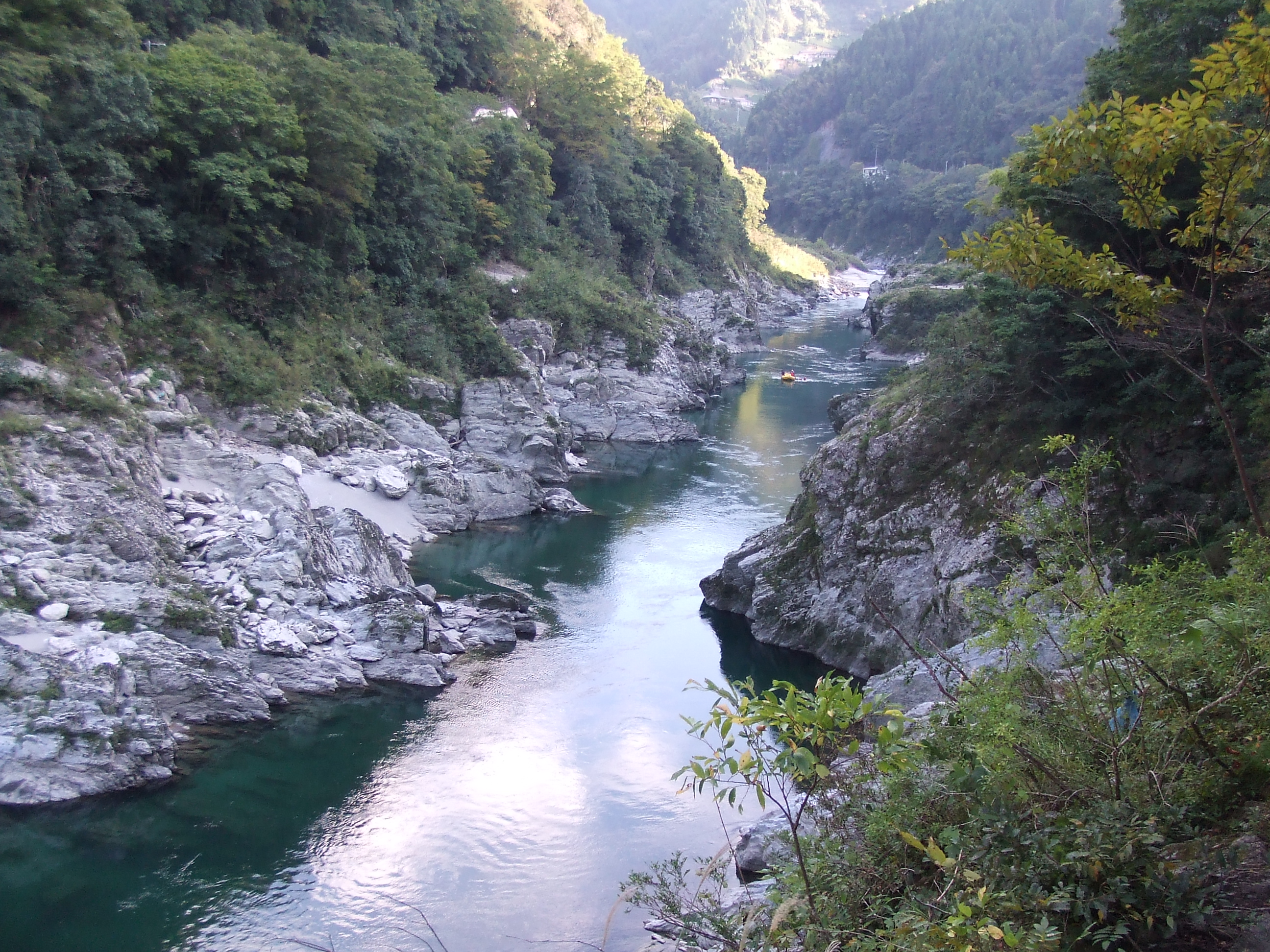
大步危

大步危（日语：／ Ōboke），也被稱為大步危峽，是日本吉野川中游的一段溪谷，此段溪谷位於德島縣三好市山城町西宇地區、西祖谷山村、高知縣大豐町大久保地區之間，此區域也被劃入劍山國定公園的範圍。
大步危兩岸皆為峭立的岩石，形成V字形山谷，在一般對觀光客的說法，地名中的「步危」指的是在此行走很危險；不過在過去日本語中「ほけ」指的就是溪谷邊的斷崖或是有很多奇岩怪石的地方 ，在1815年編撰的中這裡使用的地名是「大嶂」，1873年實施地租改正後，則是使用「大歩怪」，但同時稍微下游的的地方則是使用「小歩危」，後來為配合小歩危，就跟著改使用「大歩危」的名稱。
由於獨特的地形，自19世紀末，原本在此經營旅館及餐廳的大平磯吉開始利用原本用於餔捉鰻魚的漁船招攬乘客從峽谷中觀賞大步危，一直延續至今，此大步危峽遊覽船服務已持續超過100年。
連接香川縣高松市和高知縣高知市的主要道路國道32號從此段峽谷西岸通過，在此設有道之站大歩危，而四國旅客鐵道土讚線則是從峽谷東岸通過，在此設有大步危車站

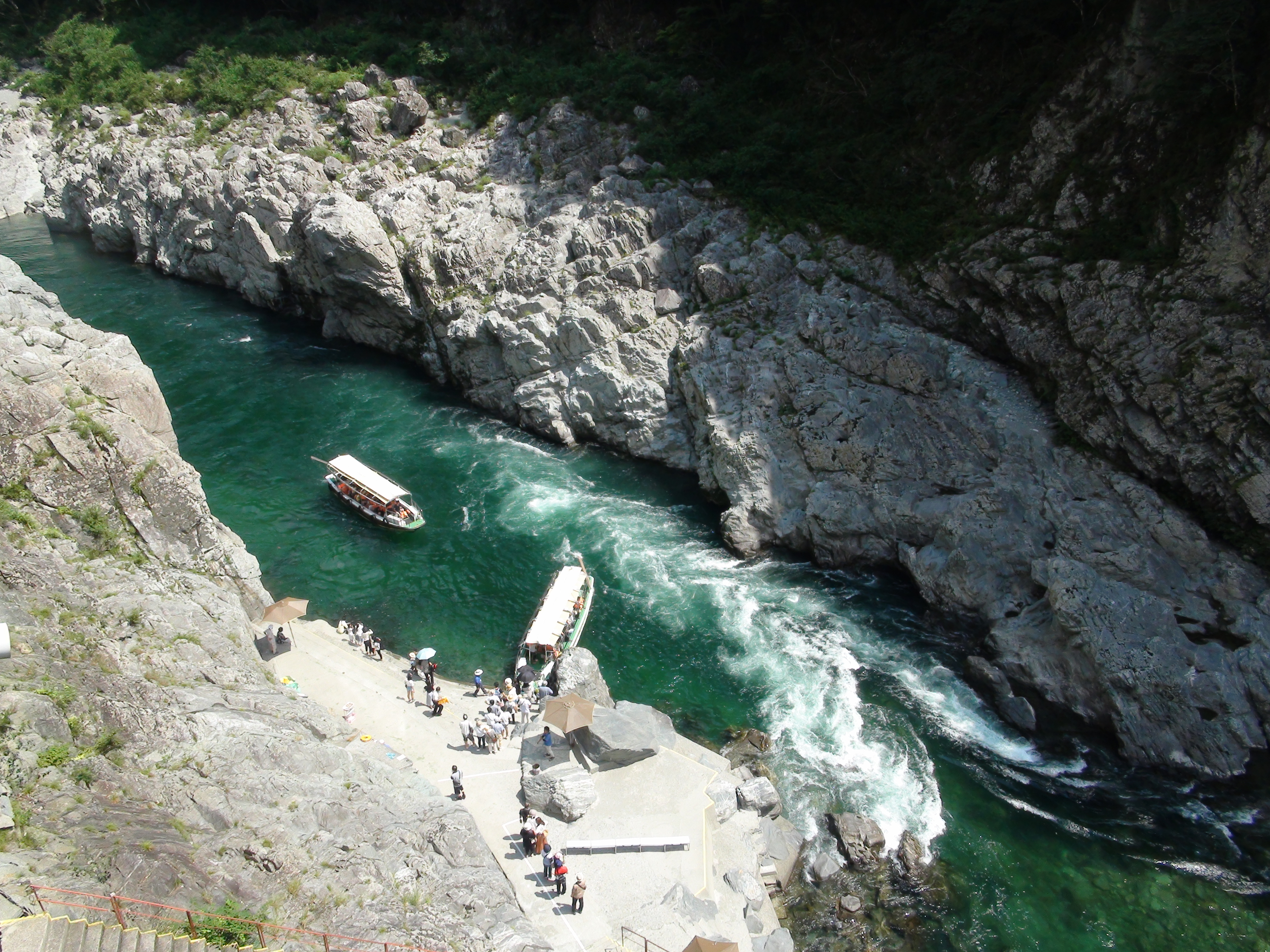
大步危及觀光船
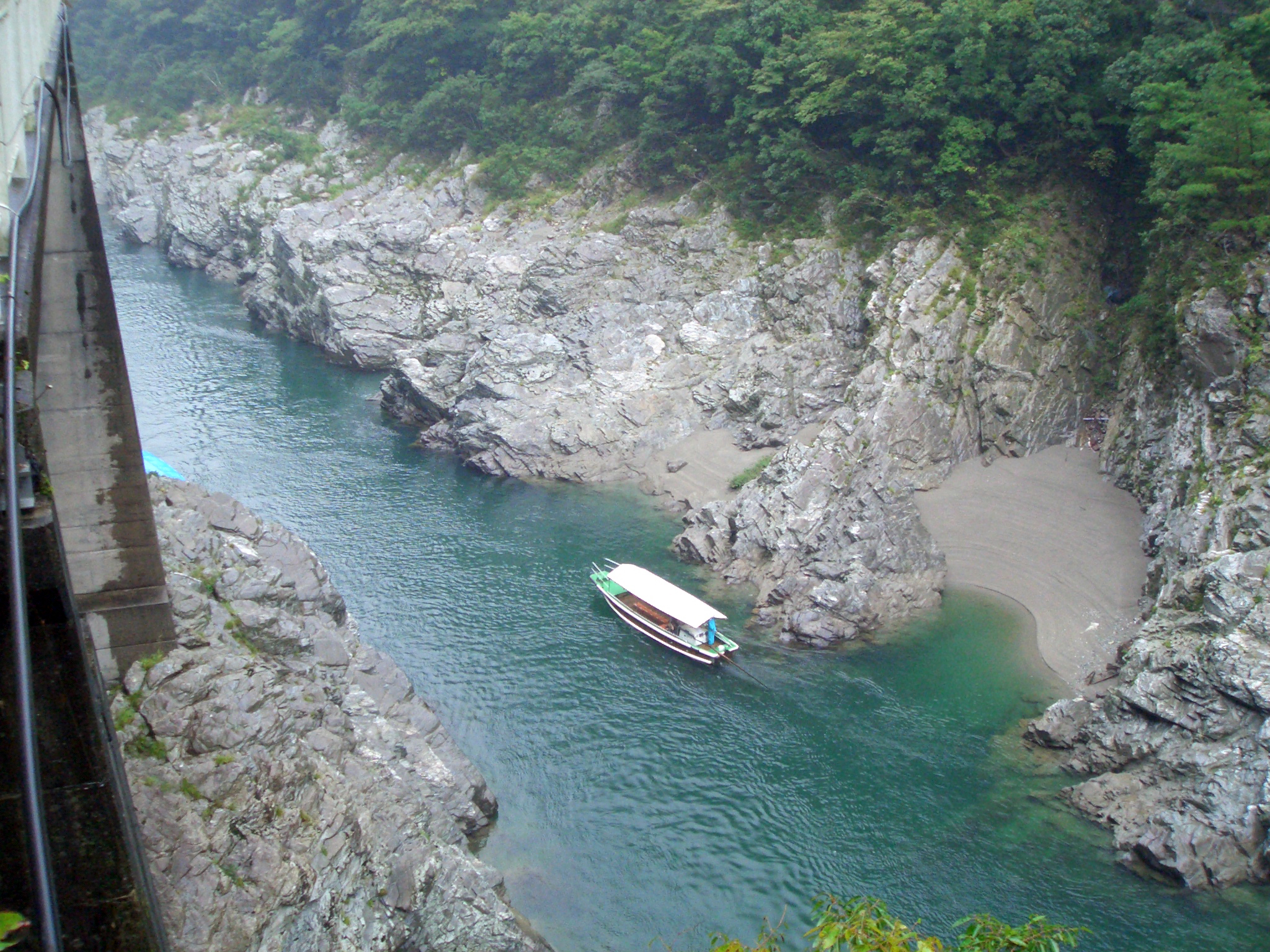
大步危及觀光船
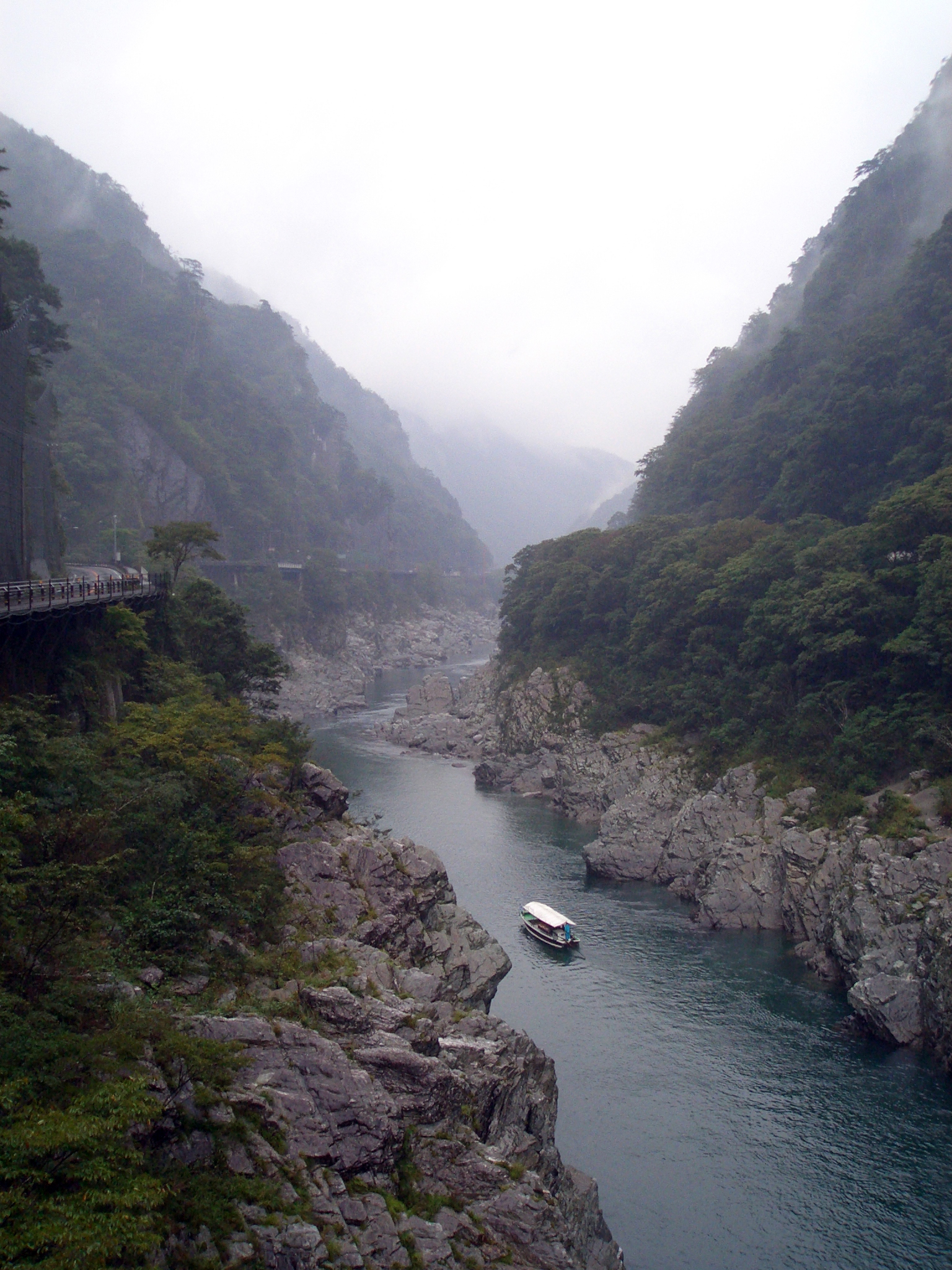
大步危及觀光船

## 外部連結
- （日語）大步危峽・小步危峽 - 三好市觀光網站